# Fusell Winchester
El terme fusell Winchester és freqüentment emprat per descriure qualsevol fusell amb acció de palanca fabricat als Estats Units per l'empresa Winchester Repeating Arms Company, encara que l'ús més correcte sigui per referir- específicament als fusells Winchester Model 1873 o Winchester Model 1894.
El Winchester és un fusell creat el 1866, el nom del qual, tot i no ser el primer en el seu tipus, ha arribat a ser sinònim de “fusell de repetició amb acció de palanca" de la segona meitat del segle xix, per raó de la seva àmplia difusió; és a dir, d'aquells primers fusells i carrabines que permetien disparar varies vegades sense necessitat d'efectuar una recàrrega, desallotjant la beina i reemplaçant-la per un cartutx nou mitjançant l'accionament d'una palanca unida al protector del disparador. Aquest model va ser fabricat per iniciativa d'Oliver Winchester, president de Winchester Repeating Arms Company, basant-se en la còpia i millora de l'anterior fusell Henry, patentat a l'octubre de 1860 i que era fabricat en una altra de les companyies de propietat del mateix empresari.
Al Winchester se'l coneix als Estats Units com "l'arma que va conquerir l'Oest", sobretot per la seva recurrent aparició en les pel·lícules del gènere western, com les protagonitzades per John Wayne en els anys 1930s i 1940s. Aquesta fama no és del tot exacta, ja que la primera conquesta de l'Oest es va realitzar amb altres models de fusells de tir ràpid, encara que la popularització del Winchester va ampliar la bretxa tecnològica entre els conqueridors nord-americans i els guerrers nadius que van lluitar per la seva independència durant l'última fase de les Guerres Índies. En aquest sentit cal aclarir, ja que és molt significatiu, que el conflicte que realment va segellar el triomf dels fusells de repetició fou la Guerra de Secessió Americana (1861-1865), que és anterior a la "Conquesta de l'oest" i a la comercialització del Winchester.

## Precedents

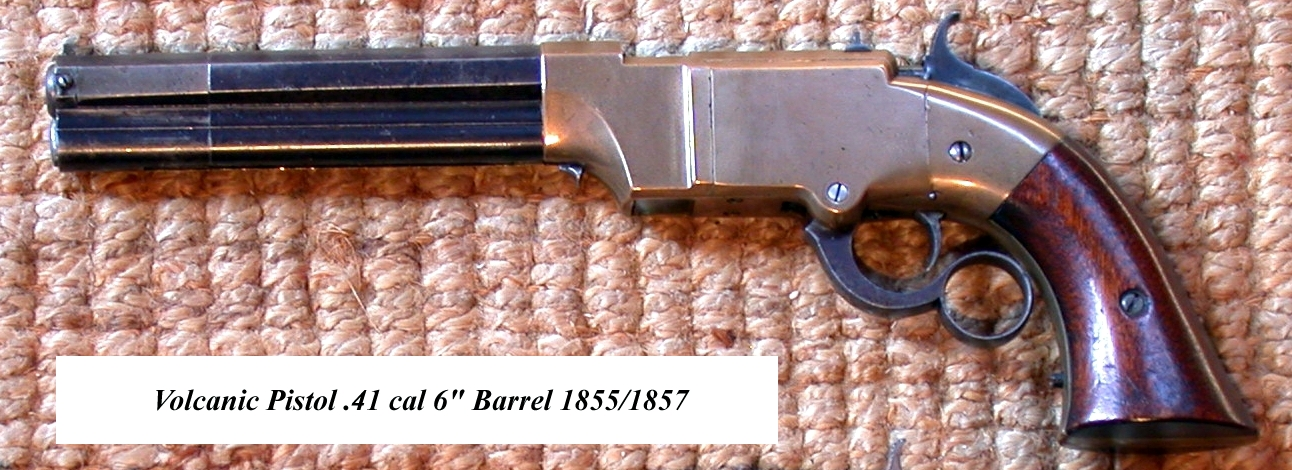
Una pistola Volcanic.

El 1848, l'inventor novaiorquès Walter Hunt va patentar el seu "Fusell de Repetició a Voluntat" que tenia un dipòsit tubular i era accionat per dues palanques i complexes articulacions. El fusell de Hunt disparava el que el seu inventor anomenaava "Bala Coet", un primigeni model de cartutx sense beina en el qual la càrrega propulsora estava continguda a la base buida de la bala. El disseny de Hunt era fràgil i poc funcional; però el 1849, Lewis Jennings va comprar les patents de Hunt i va desenvolupar una versió complicada però funcional del fusell, que va ser fabricada en petites quantitats per Robbins & Lawrence, de Windsor, Vermont, fins a 1852.
Horace Smith i Daniel Wesson, de Norwich, Connecticut, van comprar a Robbins & Lawrence la patent de Jennings i van contractar al supervisor de taller Benjamin Tyler Henry. Smith va fer diverses millores al disseny de Jennings i el 1855, Smith i Wesson van formar al costat de diversos finançadors una corporació, la Volcanic Repeating Arms Company, per fabricar la pistola i el fusell amb acció de palanca Volcanic sobre la base de la modificació feta per Smith al disseny de Hunt i Jennings. L'accionista principal d'aquesta empresa era Oliver Winchester.
En la munició del fusell Volcanic, Smith va agregar un fulminant a la "Bala Coet" de Hunt i així va crear el primer cartutx metàl·lic integral, que reunia en una sola unitat la bala, el fulminant i la pólvora. Mentre va formar part de l'empresa, Smith va fer un avanç en incorporar un tub de coure per contenir la bala i la pólvora, amb el fulminant en una pestanya d'aquell, creant així una de les més significatives invencions en la història de les armes de foc, el cartutx metàl·lic de percussió anular (el cartutx de Smith, el .22 Curt, seria introduït al mercat al costat del memorable revòlver Smith & Wesson Model 1 el 1857, que es fabrica encara avui).
El fusell Volcanic només va tenir un èxit limitat, que és en part atribuïble al disseny i el pobre acompliment del cartutx Volcanic derivat del cartutx de Hunt: una bala cònica buida omplerta amb pólvora negra i segellada mitjançant un fulminant. Malgrat que el disseny de les armes Volcanic sobrepassava amb escreix les tecnologies rivals, el poc poder i fiabilitat de les "Bales Coet" de calibre .25 i .32 no representaven un repte per als grans calibres de la competència. Wesson va abandonar l'empresa Volcanic al cap de poc de fundar-se i vuit mesos més tard va ser seguit per Smith, per crear la Smith & Wesson Revolver Company. Volcanic es va traslladar a New Haven el 1856, però cap a finals d'aquell any va entrar en fallida. Oliver Winchester va comprar els béns de l'empresa insolvent als accionistes restants i la va reorganitzar com la New Haven Arms Company a l'abril de 1857.
Benjamin Henry va continuar treballant amb el concepte de cartutx de Smith, perfeccionant el .44 Henry de percussió anular, més gran i potent. Henry també va supervisar el redisseny del fusell per emprar el nou cartutx, conservant solament la forma general del mecanisme de la recambra i el dipòsit tubular. Aquest es va convertir en el fusell Henry de 1860, que va ser fabricat per la New Haven Arms Company i utilitzat en grans quantitats per certes unitats de l'Exèrcit de la Unió en la Guerra de Secessió. Els Confederats van descriure l'Henry com "aquest maleït fusell yankee que el carreguen diumenge i dispara tota la setmana".

## Desenvolupament

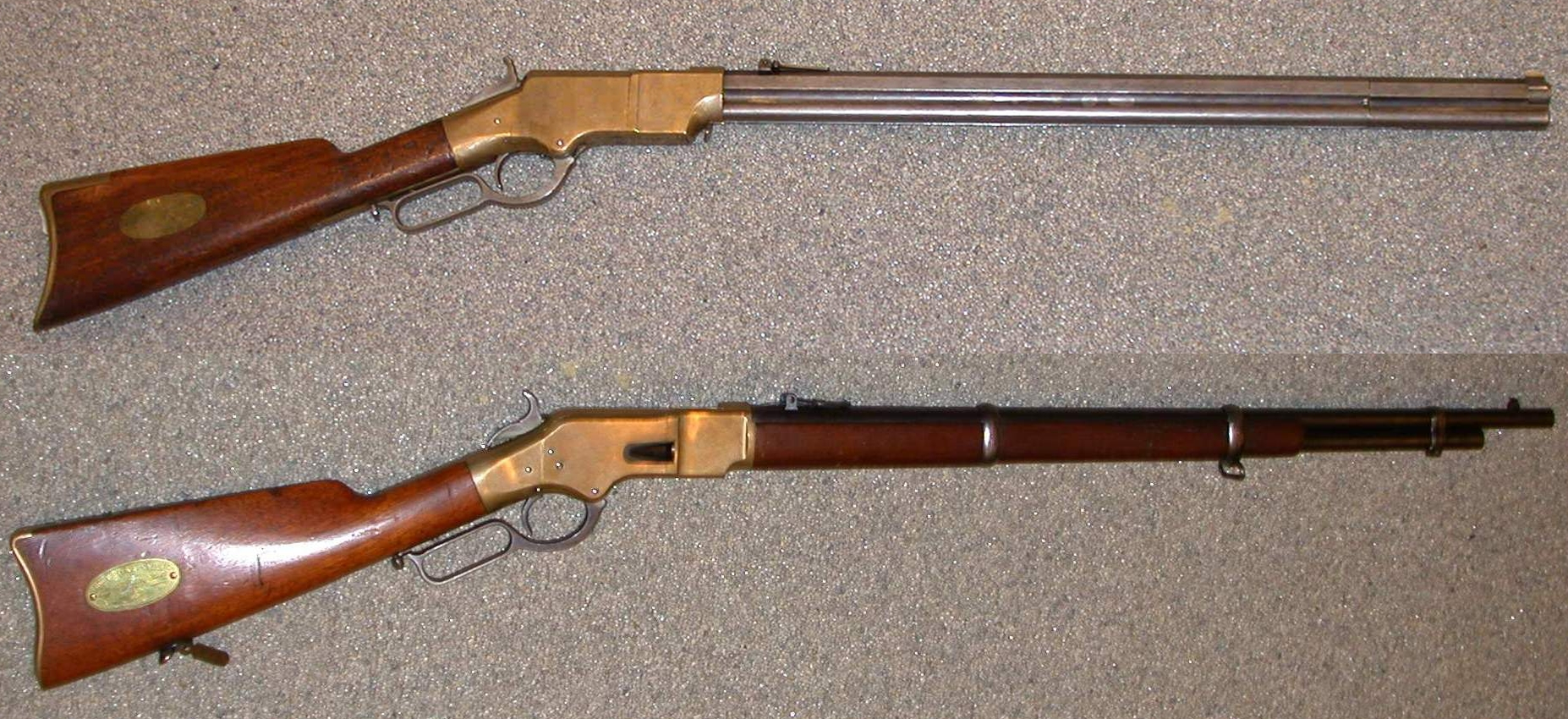
Un fusell Henry de 1860 i un fusell Winchester de 1866.

Després de la guerra, Oliver Winchester va rebatejar l'empresa New Haven Arms com Winchester Repeating Arms Company. Aquesta va modificar i va millorar el disseny bàsic del fusell Henry, creant el primer fusell Winchester: el Model 1866. Es seguia utilitzant el cartutx de percussió anular .44 Henry, tenia una caixa de mecanismes de bronze, un dipòsit millorat i un guardamà de fusta. El 1873, Winchester introdueix el fusell Model 1873 amb caixa de mecanismes d'acer, que emprava el potent cartutx .44-40 de percussió central.
Per poder competir amb els potents fusells monotir de l'època, Winchester introdueix el 1876 el Model 1876 (Model Centenari). Tot i que utilitzava cartutxos més potents que els models de 1866 i 1873, la seva acció articulada no era prou resistent per als potents cartutxos emprats en els fusells monotir Sharps o Remington.
A partir de 1883, John Moses Browning va treballar amb Winchester i va dissenyar una sèrie de fusells i escopetes amb acció de palanca, tals com el Winchester Model 1886, el Winchester Model 1892, el Winchester Model 1894 i el Winchester Model 1895, així com l'escopeta de palanca Winchester Model 1887, el fusell de corredissa Winchester Model 1890 i l'escopeta de corredissa Winchester Model 1897.

## Trajectòria

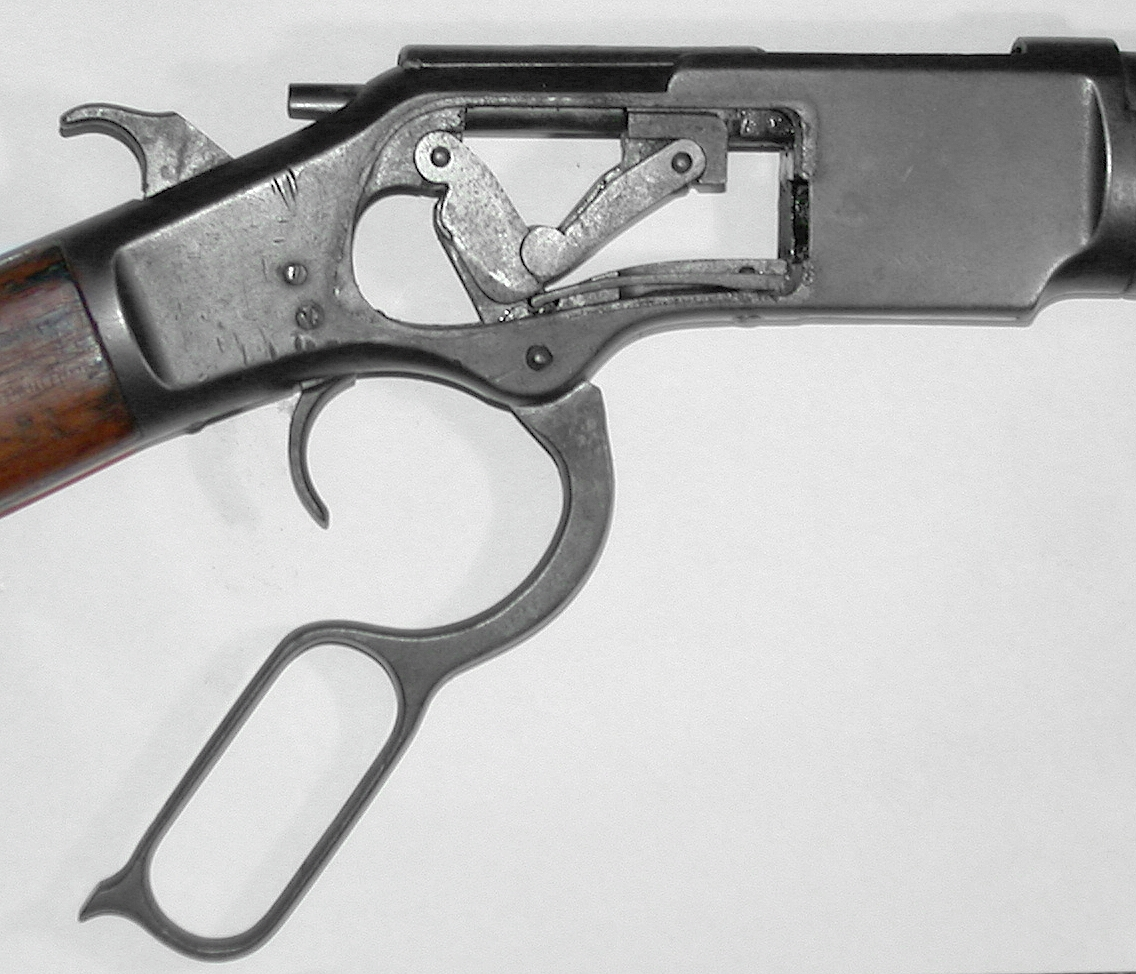
Articulació de l'acció d'un Winchester Model 1873

En la seva primera presentació, el dipòsit tubular sota el canó contenia 15 cartutxos i la caixa de mecanismes estava fet de bronze. A causa del color característic d'aquest metall, l'arma era coneguda com a Yellow Boy, el "noi groc". A més, una finestreta lateral facilitava tot el procés de recarrega i dificultava l'entrada de brutícia. Tenia la capacitat d'efectuar 12 trets per minut i se'l considerava una arma summament fiable. Al model de 1866 van seguir les següents versions:
- 1873 que va aconseguir una producció de 720.600 unitats,
- 1876 creat específicament per a la caça del bisó,
- 1886 considerada la millor versió; el seu sistema d'alimentació va ser optimitzat pel dissenyador John Browning,
- 1892, 1894, i 1895, que van superar el milió d'unitats venudes.

El Winchester, igual que la resta dels fusells de repetició, es va convertir en una arma principalment utilitzada per la cavalleria, encara que també va anar àmpliament comercialitzat al mercat civil. Els fusells i carabinas Winchester van ser empleats en tota mena de conflictes al llarg del món: la Guerra del Pacífic, Pacificació de la Araucanía, Conquesta del desert, la Revolució mexicana i la Primera Guerra Mundial, per citar alguns d'ells.
Però durant la Primera Guerra Mundial, el gran desenvolupament dels fusells de repetició accionats mitjançant forrellat i alimentats amb pintes, com el Mauser 98, el Mosin-Nagant, el Llegeix-Enfield i el Springfield 1903, va relegar a un segon pla al fusell Winchester accionat per palanca o lever action i alimentat des del seu dipòsit tubular. De fet, els fusells Winchester de les sèries originals es van produir fins a 1932.

## Descripció detallada dels fusells Winchester amb acció de palanca

### Winchester Model 1866

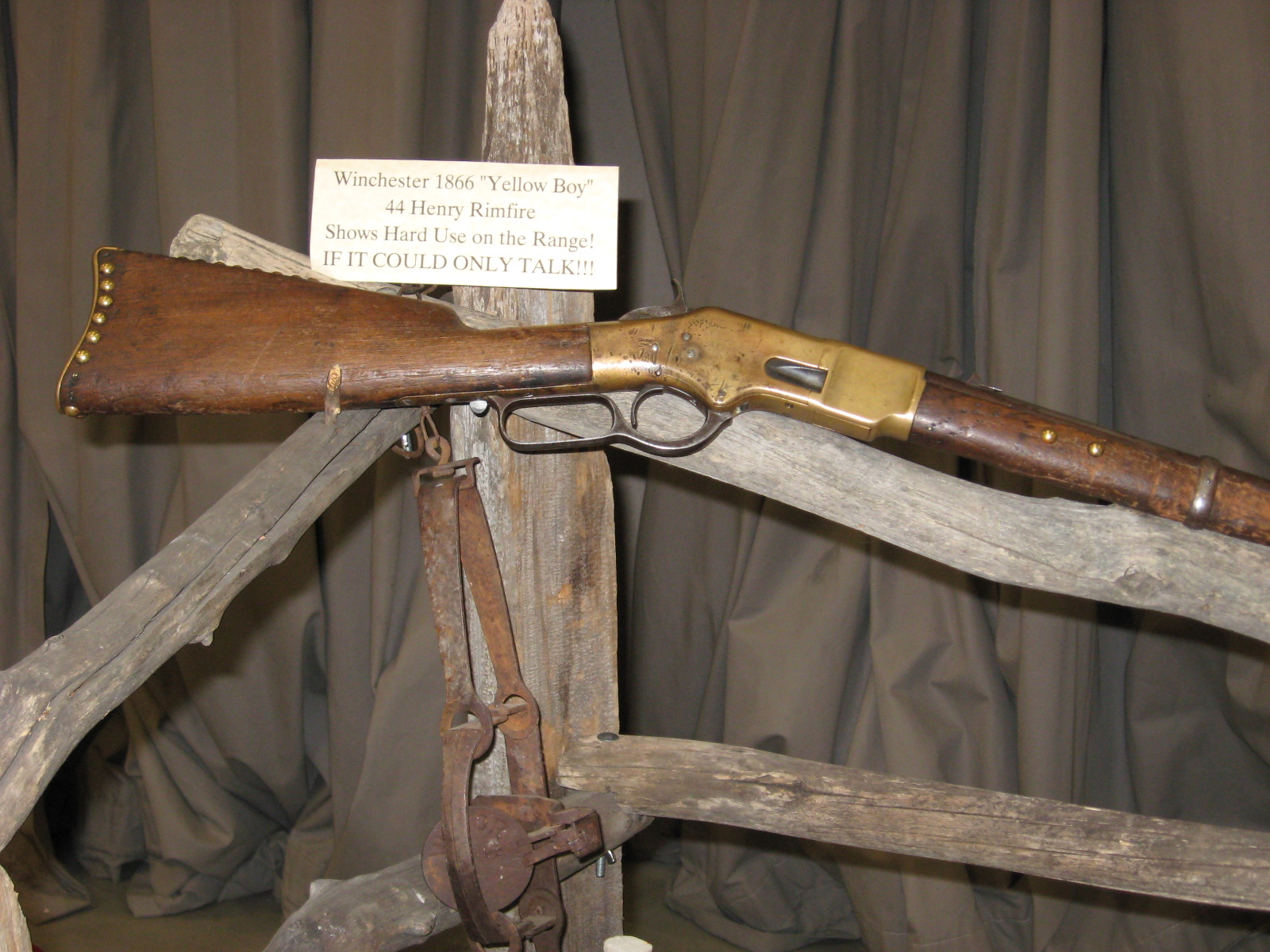
Detall de la caixa de mecanismes d'un Winchester Model 1866.

El fusell Winchester original -el Winchester Model 1866- va ser famós per la seva resistent construcció i el seu mecanisme de palanca que permetia al tirador efectuar diversos trets abans de recarregar; d'aquí el terme de "fusell de repetició". La nova patent millorada de Nelson King va solucionar els defectes del fusell Henry en agregar-hi una porta de recàrrega en el costat dret de la caixa de mecanismes i introduir-hi un dipòsit tubular tancat que anava cobert per un guardamans. Originalment calibrat per al cartutx de percussió anular .44 Henry, el Winchester Model 1866 va ser sobrenomenat "Yellow Boy" (Noi Groc, en anglès) degut a la seva caixa de mecanismes de "llautó" (en realitat era fet d'un tipus de bronze anomenat gunmetal).

### Winchester Model 1873

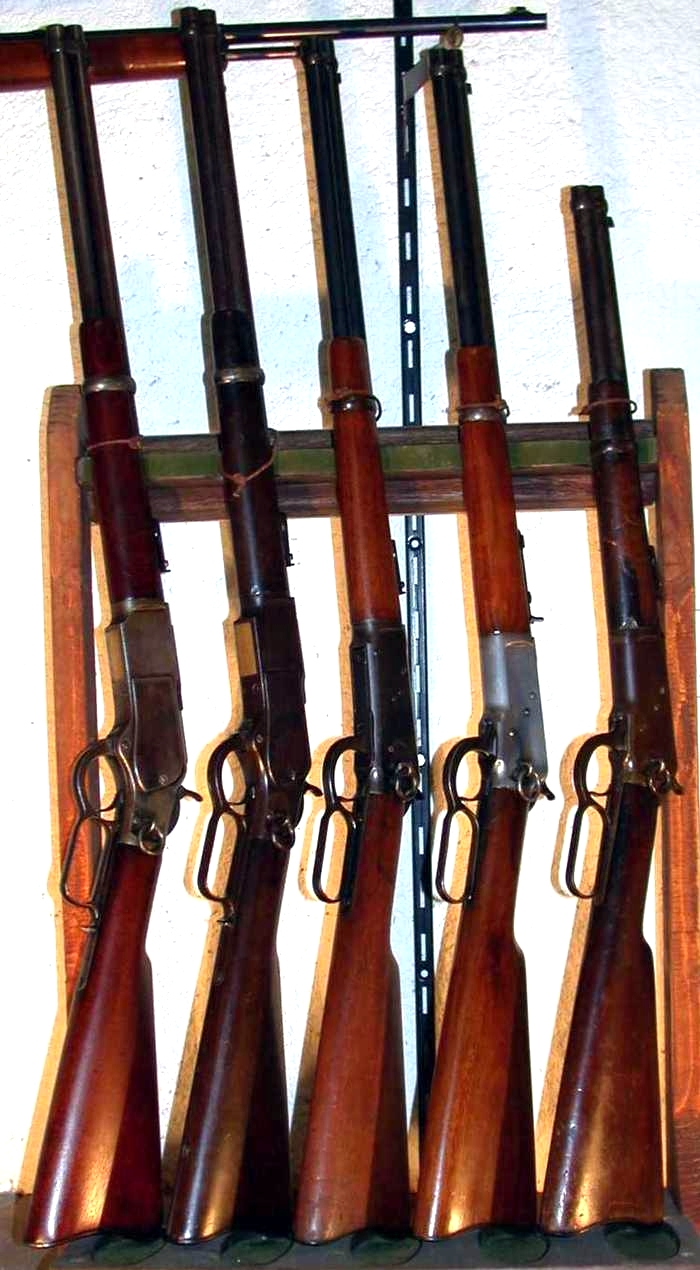
D'esquerra a dreta, dues carabines Winchester Model 1873, una Model 1894, una Model 1892 i una Tramper 92.

Un dels més reeixits i certament un dels més famosos fusells Winchester va ser el Winchester Model 1873, originalment calibrat per al cartutx .44-40, encara que va ser posteriorment produït per utilitzar els cartutxos .38-40 i .32-20, que també es van tornar populars com a cartutxos per als revòlvers de l'època. En utilitzar un mateix cartutx de percussió central tant en revòlvers com en fusells, permetia al tirador portar dues armes i un sol tipus de munició. Curiosament, el Winchester Model 1873 original mai va ser produït per utilitzar el cartutx militar estàndard .45 Long Colt, encara que certes rèpliques modernes d'aquest fusell estan calibrades per a aquest cartutx. Es va fabricar una quantitat limitada (aproximadament 19.000) de fusells Winchester Model 1873 calibre .22 Long Rifle, que no tenien portella de recàrrega al costat dret de la caixa de mecanismes. El Winchester Model 1873 va ser produït en tals quantitats que va esdevenir un element habitual de l'oest dels Estats Units, arribant a ser sobrenomenat "L'arma que va conquerir l'Oest" a causa del seu arrelament i versatilitat. Va ser la inspiració de la pel·lícula western de 1950 Winchester '73, protagonitzada per James Stewart i dirigida per Anthony Mann.

### Winchester Model 1876
El Winchester Model 1876 o Model Centenari era un fusell més pesant que el Model 1866 o el Model 1873, i va ser el primer en disparar cartutxos de percussió central de gran potència en comptes de cartutxos de percussió anular o de revòlver de percussió central. Va ser introduït per celebrar el Centenari dels Estats Units i es va guanyar una reputació de fusell per a cacera durable i potent. Originalment calibrat per al nou cartutx .45-75 WCF (dissenyat per replicar les característiques del .45-70 Government, però amb una beina més curta), li van seguir versions calibres .40-60, .45-60 i .50-95 Express; el Winchester Model 1876 d'aquest últim calibre és l'únic fusell de repetició del qual se sap que va ser emprat en certes quantitats pels caçadors professionals de bisons. La Policia Muntada del Canadà va utilitzar el Winchester Model 1876 calibre .45-75 com a arma estàndard diversos anys, en haver comprat 750 fusells el 1883; el fusell Model 1876 també va ser subministrat als Rangers de Texas. Theodore Roosevelt va utilitzar durant les seves primeres expedicions de caça a l'oest un fusell Winchester Model 1876 gravat, amb la culata modificada i el dipòsit retallat.

### Winchester Model 1886

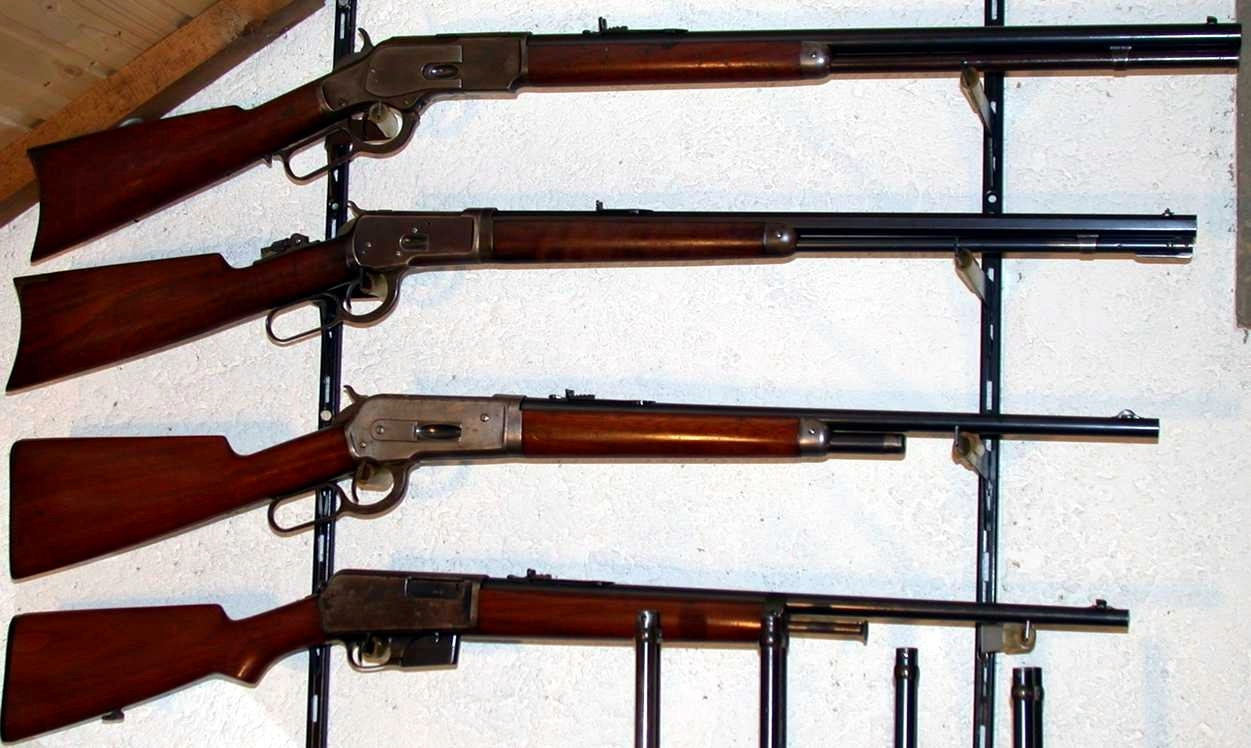
De dalt cap avall, un fusell Winchester Model 1873, un Model 1892, un Model 1886 Desmuntable i un Model 1905 Semiautomàtic.

El Winchester Model 1886 va continuar amb la tendència de disparar cartutxos de gran calibre. Tenia una acció nova i molt més resistent que el forrellat articulat del Winchester Model 1876. Va ser dissenyat per John Moses Browning, qui va mantenir una llarga i profitosa associació amb l'empresa Winchester des de la dècada de 1880 fins a inicis del segle xx. En molts aspectes, el Winchester Model 1886 va ser un veritable fusell express nord-americà, ja que podia ser calibrat per als cartutxos de pólvora negra més potents de l'època, tals com el .45-70 Government (produir un fusell per a aquest popular calibre havia era des de feia un cert temps una meta de la Winchester). El Winchester Model 1886 va demostrar ser capaç de disparar no solament el .45-70 Government, sinó també els cartutxos "per bisó" .45-90 i .50-110 Winchester, sent calibrat en 1903 per al cartutx d'alta velocitat amb pólvora sense fum .33 Winchester. En 1935, l'empresa Winchester intoduí una versió lleugerament modificada del Model 1886 com el Winchester Model 71, que emprava el molt potent cartutx .348 Winchester.

### Winchester Model 1892
Winchester va tornar als seus orígens amb el Model 1892, el qual, igual que els seus primers fusells de palanca, utilitzava cartutxos de revòlver més curts i que produïen una menor pressió.
No obstant això, el Winchester Model 1892 incorpora una acció Browning (basada en la del Model 1886) molt més resistent que la dels primers fusells derivats de l'Henry, de les dècades de 1860 i 1870. L'empresa Winchester va produir 1.004.675 fusells Model 1892. Però encara que en va cessar la producció en la dècada de 1930, encara són produïts sota la marca Puma per l'empresa brasilera Rossi i l'empresa italiana Chiappa Firearms. En la seva forma moderna, emprant materials i tècniques de producció moderns, l'acció del Winchester Model 1892 és prou resistent per utilitzar cartutxos de revòlver d'alta pressió, tals com el .357 Magnum, .44 Magnum i el potent.454 Casull.
El Model 1892 va ser dissenyat com un reemplaçament per al Model 1873. Mentre que els primers fusells i escopetes realment "van conquerir l'Oest", la majoria de fusells de palanca vists en les pel·lícules western clàssiques són carabines Winchester Model 1892 calibre .44-40 i .38-40 (per poder emprar el cartutx de salva "5 en 1"). John Wayne va utilitzar aquests fusells en dotzenes de pel·lícules amb accions ambientades entre les dècades de 1830 i 1880.

### Winchester Model 1894

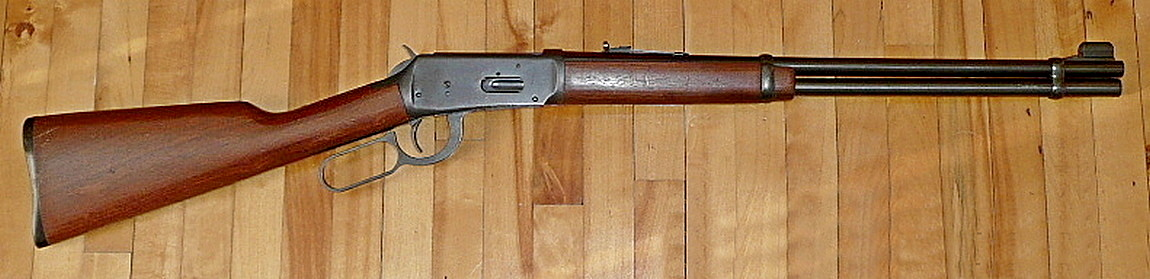
Un Winchester Model 1894

El Winchester Model 1894 de John Moses Browning és potser el més conegut dels fusells de repetició Winchester, calibrat per al nou cartutx amb pólvora sense fum .30-30 Winchester i més tard per a diversos cartutxos tals com el .25-35 WCF, .32-40 WCF, .32 Winchester Special i el .38-55 Winchester. Winchester va ser la primera empresa a fabricar un fusell civil que utilitzava cartutxos amb pólvora sense fum. Encara que les demores van evitar que el .30-30 aparegués a les botigues fins a 1895, ha quedat com el primer cartutx amb pólvora sense fum comercial disponible per al mercat de municions nord-americana. Tot i que inicialment era massa costós per a la majoria de tiradors, el Model 1894 es va convertir en un dels fusells de caça més venuts de tots els temps: té la distinció de ser el primer fusell de cacera a vendre més d'un milió d'unitats, arribant-se'n a vendre finalment més de set milions, i la seva producció als Estats Units no va ser cessada sinó fins a 2006. El binomi Winchester Model 1894/.30-30 va ser molts anys pràcticament sinònim de "fusell per a cérvols".

### Winchester Model 1895
El Winchester Model 1895 té la distinció de ser el primer fusell de palanca Winchester a ser alimentat des d'un dipòsit vertical en lloc d'un de tubular situat sota el canó. Això permetia al Model 1895 ser calibrat per a cartutxos militars amb bales spitzer (punxegudes), per la qual cosa va anar empleat per les forces armades de diversos països,com els Estats Units, el Regne Unit i l'Imperi Rus. Entre els cartutxos que va emprar figuren el .30-40 Krag (.30 US o .30 Army), .303 British, .30-03 Springfield, .30-06 Springfield, 7,62 x 54 R i el potent .405 Winchester. Theodore Roosevelt va utilitzar un fusell Model 1895 calibre .405 durant el seu safari africà, que anomenava "remei per a lleons". Els fusells produïts a Rússia també es podien carregar utilitzant pintes, una característica que no es troba en cap altre fusell de palanca.

### Winchester Model 88
Introduït el 1955, seixanta anys després de l'últim disseny amb acció de palanca de Winchester, el Model 88 no s'assemblava a cap fusell de palanca anterior; en realitat era un híbrid de forrellat i palanca. Una sub-lleva de recorregut curt accionava un forrellat rotatiu amb tres tetons, mentre que els cartutxos eren alimentats verticalment des d'un carregador extraïble. Aquestes característiques de fusell de forrellat en un de palanca permetien l'ocupació per cartutxos moderns amb alta pressió, beines curtes i bales spitzer: .243 Winchester, .284 Winchester, .308 (7,62 OTAN) i .358 Winchester. El Model 88 no va demostrar ser molt popular, tot i que té una bona quantitat d'usuaris, i se'n va finalitzar la producció el 1973. Els posteriors fusells Sako Finnwolf i Browning BLR tenen accions similars. Un fusell Winchester Model 88 calibre .308 va ser emprat per obtenir l'actual World's Record Typical Whitetail Deer.

### Winchester Model 9422
El Winchester Model 9422 va ser introduït el 1972 i va ser ràpidament reconegut per la seva alta qualitat. Va ser dissenyat per capturar la imatge dels fusells de palanca tradicionals amb el martell exposat, guardamà recte, dipòsit tubular i abraçadores en el canó. Al contrari dels anteriors fusells de palanca Winchester, tenia entalladures per muntar una mira telescòpica. Va ser ofert en calibre .22 Long Rifle i .22 WRM, a un preu que el situava en la gamma alta del mercat de fusells de cacera calibre .22.
El disseny de l'acció del Model 9422 era original i extremadament fiable. El sistema d'alimentació movia el cartutx fins a la recambra agafant-lo per la pestanya, la qual tenia una entalladura on s'encaixava el forrellat. Un topall ocult de polímer sobre la recambra assegurava l'estanqueitat del forrellat i en facilitava el desacoblament.
El Model 9422 va ser àmpliament apreciat pels usuaris aficionats a les pel·lícules western i aquells que buscaven una forma senzilla i entretinguda d'ensenyar a disparar als seus fills. Durant la seva producció van ser oferts un model d'alta qualitat anomenat 9422 XTR, un model que emprava cartutxos .17 de percussió anular i diversos models commemoratius. La seva producció va cessar en 2005.

## Canvis de 1964
Entre mitjans i finals de la dècada dels 50, l'empresa Winchester va patir un canvi d'administració, que va realitzar certs canvis en els seus productes, cosa que va portar a un un redisseny de les seves armes el 1964. Això va ser considerat per molts com l'any quan el "veritable" Winchester va deixar de ser el que havia estat, per la qual cosa els fusells "pre-64" van assolir preus molt més alts que els posteriors. La pròpia empresa Winchester va començar a tenir un futur problemàtic, ja que les seves vendes van començar a reduir-se davant la competència tant d'empreses nord-americanes com estrangeres. En la dècada de 1970 l'empresa va intentar recuperar la seva reputació en produir la molt apreciada escopeta semiautomàtica SuperX-1, produïda segons les línies pre-1964, però el cost de producció va demostrar ser insostenible. El 1980, la companyia va ser dividida en parts i venuda. El nom "Winchester" es conserva en la branca de municions de la companyia, que contínua sent rendible. La branca fabricant d'armes i la fàbrica de New Haven van passar a les mans de l'O.S. Repeating Arms, que va lluitar per mantenir a flot la companyia sota una varietat de propietaris i equips administratius. Finalment va anunciar que tancaria la fàbrica de New Haven, que produïa el Model 1894, el 2006.
El 15 d'agost de 2006, Olin Corporation, propietària de les marques registrades Winchester, va anunciar que havia obtingut un nou acord de llicència amb Browning per fabricar fusells i escopetes marca Winchester, encara que no a la clausurada fàbrica de New Haven. Browning, amb seu a Morgan, Utah, i l'anterior llicenciat, O.S. Repeating Arms Company, són subsidiaris de FN Herstal. En 2008, FN Herstal va anunciar que planejava produir fusells Model 70 a la seva fàbrica de Columbia, Carolina del Sud.

## El Winchester com a símbol

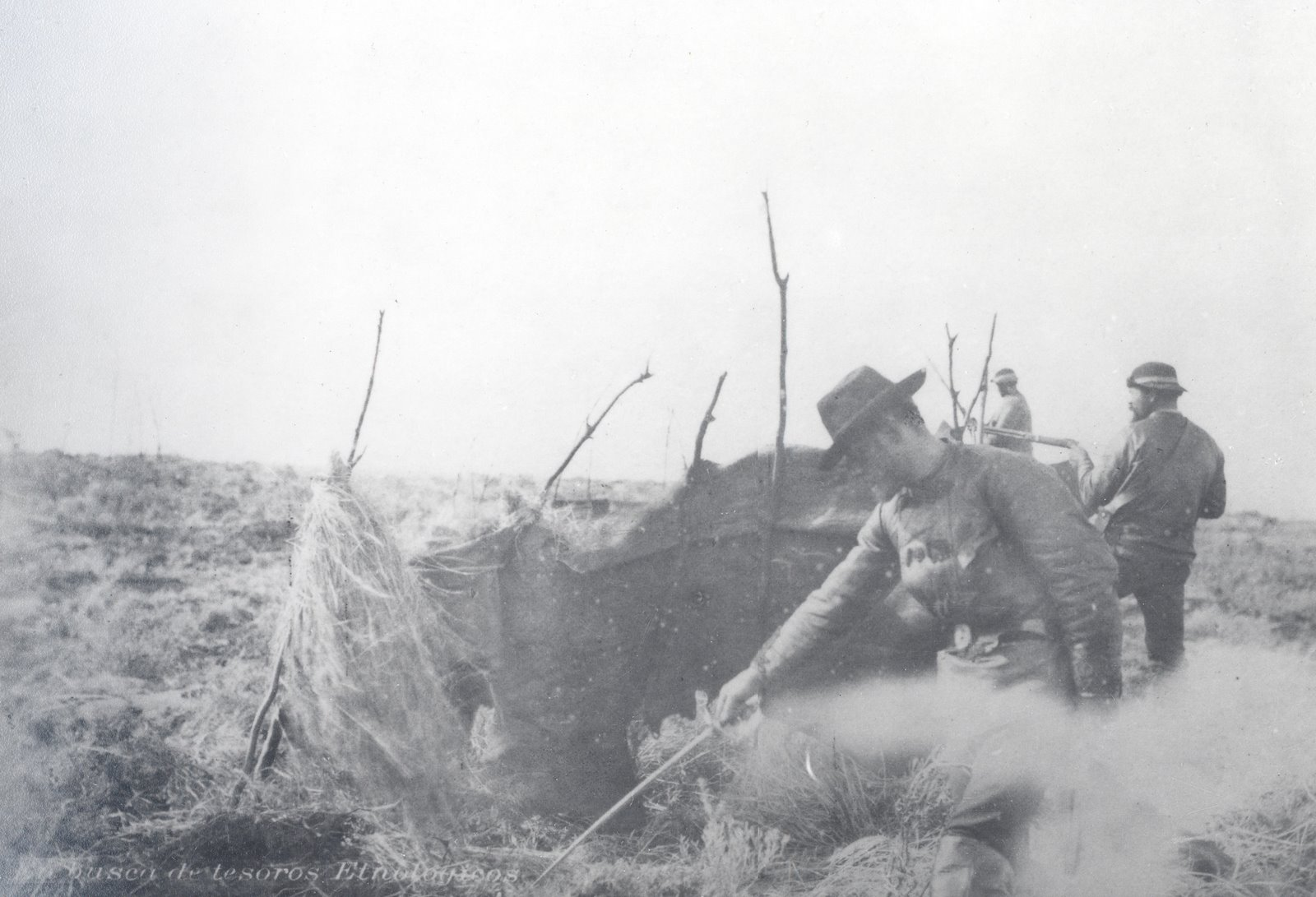
Foto que mostra l'ús del Winchester durant el genocidi ona.

El Winchester és identificat com un element d'identitat del vaquer o cowboy, tal com el Thompson amb carregador de tambor és associat als gangsters de la Gran Depressió. Aquesta identificació ha estat reforçada principalment pel cinema de Hollywood, que fins i tot va produir una pel·lícula anomenada Winchester '73, protagonitzada per James Stewart, o pel spaghetti western, com Winchester, un entre mil de Primo Zeglio. També va ser usat en el genocidi ona a la Terra del Foc al Segle XIX. El seu nom ha estat utilitzat com el cognom dels protagonistes principals Dean i Sam Winchester de la sèrie Supernatural (Sobrenatural).